# Apocalyptic Love
Apocalyptic Love é o segundo álbum de estúdio de Slash, guitarrista do Guns N' Roses e do Velvet Revolver, esta última no entanto permanece em hiato desde 2008. O álbum conta com a banda de Slash, que consiste no vocalista Myles Kennedy, o baixista Todd Kerns, e o baterista Brent Fitz (colectivamente referidos como "Myles Kennedy and The Conspirators"). Produzido por Eric Valentine, foi lançado em 22 de maio de 2012.

## História e gravação
Slash começou a trabalhar em seu segundo álbum solo em junho de 2011, quando ainda estava na turnê de seu primeiro álbum solo. Ao contrário do primeiro álbum, que contou com uma variedade de cantores como Ozzy Osbourne, Kid Rock e Chris Cornell, Apocalyptic Love foi gravado apenas com um, o cantor do Alter Bridge Myles Kennedy, que também apareceu cantando duas canções no primeiro álbum. Slash disse que seu segundo álbum seria mais um álbum de colaboração com Kennedy, e disse que não sabia se seria lançado em seu próprio nome ou um nome totalmente novo. Kennedy disse que algumas das letras do álbum são sobre o uso de drogas em seus primeiros anos.
Em dezembro de 2011, três canções foram gravadas: "Halo", "Standing in the Sun" e "Bad Rain". Slash descreveu as novas músicas como "muito pesado" e em 6 de fevereiro, a gravação de "Apocalyptic Love" foi terminado. Em 24 de fevereiro foi anunciado que "You're a Lie" seria o primeiro single do álbum e foi lançado para a rádio em 27 de fevereiro.
O novo álbum solo de Slash, "Apocalyptic Love", estreou muito bem nos Estados Unidos, com 38 mil cópias vendidas na sua semana de lançamento. O fato garantiu Slash na excelente 4ª colocação no top 200 da Billboard.

## Recepção
| Críticas profissionais | Críticas profissionais |
| Avaliações da crítica  | Avaliações da crítica  |
| Fonte                  | Avaliação              |
| ---------------------- | ---------------------- |
| About.com              | [ 5 ]                  |
| Allrovi                | [ 6 ]                  |
| Artistdirect           | [ 7 ]                  |
| indulge-sound.com      | [ 8 ]                  |
| Revolver               | [ 9 ]                  |
| FT.com                 | 4 de 5 estrelas.       |

### Recepção da crítica
O álbum foi recebido com críticas positivas. No Metacritic, sua pontualção foi de 63 em 100 baseado em 6 avalições.

### Desempenho comercial
O álbum ficou na posição de número quatro na Billboard, com 36,000 cópias vendidas, além de ter ficado em número 2 na parada Canadense com 7.500 cópias vendidas.

### Prêmios e Indicações

#### Álbum
| Ano  | Prêmio                                    | Indicação                        | Resultado | Observação |
| ---- | ----------------------------------------- | -------------------------------- | --------- | ---------- |
| 2012 | Vintage Guitar Magazine Hall Of Fame 2012 | Album Of The Year (Álbum do Ano) | Indicado  | [ 11 ]     |

## Faixas
Todas as faixas escritas e compostas por Slash e Myles Kennedy. 
| N.º | Título                | Duração |  |
| 1.  | "Apocalyptic Love"    | 3:28    |  |
| 2.  | "One Last Thrill"     | 3:09    |  |
| 3.  | "Standing in the Sun" | 4:03    |  |
| 4.  | "You're a Lie"        | 3:48    |  |
| 5.  | "No More Heroes"      | 4:23    |  |
| 6.  | "Halo"                | 3:22    |  |
| 7.  | "We Will Roam"        | 4:49    |  |
| 8.  | "Anastasia"           | 6:07    |  |
| 9.  | "Not for Me"          | 5:21    |  |
| 10. | "Bad Rain"            | 3:46    |  |
| 11. | "Hard & Fast"         | 3:02    |  |
| 12. | "Far and Away"        | 5:14    |  |
| 13. | "Shots Fired"         | 3:48    |  |

| Classic Rock Fanpack Exclusivo |              |         |  |
| N.º                            | Título       | Duração |  |
| 14.                            | "Carolina"   | 3:17    |  |
| 15.                            | "Crazy Life" | 3:40    |  |

## Créditos

### Musicais
Slash, Myles Kennedy e The Conspirators
- Slash - guitarra, talkbox em "Carolina"
- Myles Kennedy - vocais, guitarra rítmica
- Todd Kerns - baixo, vocal de apoio
- Brent Fitz - Bateria

### Técnicos
- Eric Valentine – produção, engenharia acústica, mixagem
- Frank Maddocks – arte do álbum